# Admiralty (stacja MTR)
Admiralty – stacja systemu szybkiej kolei miejskiej MTR w Hongkongu. Stacja łączy ze sobą dwie linie, Tsuen Wan Line i Island Line. Przed otwarciem odcinka Tsuen Wan w 1982 roku, była częścią Kwun Tong Line.
Stacja została nazwana po znajdującej się tutaj wcześniej stacji Królewskiej Marynarki Wojennej Tamar, pomimo tego, że nie była nigdy admiralicją brytyjską. Została zbudowana na terenie dawnego portu wojennego w Hongkongu, wybudowanego w 1878 roku i został wyburzony w latach 70. XX wieku.
Obecnie stacja jest w trakcie rozbudowy, aby przystosować ją do obsługiwania dwóch dodatkowych linii – North South Corridor i South Island Line. Gdy budowa zostanie ukończona Admiralty stanie się jedyną stacją przesiadkową, na której będzie zapewniać dostęp do czterech linii w jednej konstrukcji.

## Przyszły rozwój
Obecnie realizowane są dwa przedsięwzięcia – North South Corridor oraz South Island Line. Ukończenie pierwszego planowane jest na 2021 roku i umożliwi mieszkańcom północno-wschodniej części Nowych Terytoriów bezpośrednią przesiadkę z East Rail Line. Zakończenie drugie przedsięwzięcia powinno zakończyć się w 2017 roku i umożliwi mieszkańcom dzielnicy Southern szybszy dojazd do dzielnicy biznesowej. Na ukończonej nowej stacji, planowany jest ogród na dachu.

## Układ stacji
Stacja posiada trzy poziomy pod ziemią, na pierwszym znajduje się hala dworcowa ze sklepami, bankomatami, automatami sprzedającymi oraz Hang Seng Bank. Na drugim i trzecim poziomie znajdują się platformy Tsuen Wan Line i Island Line.
Pierwsze pociągi odjeżdżają ze stacji około pięciu minut po szóstej, zaś ostatnie około pięciu minut po pierwszej w nocy.